# Château de la Morlière (L'Huisserie)
Le château de la Morlière est un château français situé à L'Huisserie, dans le département de la Mayenne et la région des Pays de la Loire. Il est situé à 4 kilomètres au Sud du bourg. La Morlière est aussi un ruisseau affluent de la Mayenne d'une longueur de 640 m.

## Histoire

### Désignation
- La Morellière, … la Morelière, XVIe siècle (Archives départementales de Maine-et-Loire, E. 3.435).
- La Moreillère, 1641 (Archives départementales de la Mayenne, E. 48).
- La Morellière, 1689 (Archives départementales de la Mayenne, E. 48).
- La Morlière, chapelle (Hubert Jaillot).

### Histoire
Fief et domaine mouvant de Bonnes, ayant droit de pêche dans la Mayenne, au refoul Raigereau. 
Il ne reste rien du château ancien, ni de la chapelle. Une Vierge sur une colonne, but de pèlerinage, en marque peut-être l'emplacement. 
Célestin Port signale au Château du Bois-Montbourcher, en Chambellay six vitraux carrés de paysage provenant de la Morlière (Mayenne).

## Pour approfondir